# Lusura falsimonia
Lusura falsimonia är en fjärilsart som beskrevs av Paul Dognin 1909. Lusura falsimonia ingår i släktet Lusura och familjen tandspinnare. Inga underarter finns listade i Catalogue of Life.